# Ludwika Kurnatowska
Ludwika Zuzanna Kurnatowska (ur. 4 maja 1768 w Wielkanocy, zm. 25 grudnia 1795) – jedyna córka przedstawiciela szlachty kalwińskiej Aleksandra Kurnatowskiego i Ludwiki z Bronikowskich, wdowy po Andrzeju Zajdlitzie.

## Życiorys
Matka Ludwiki Kurnatowskiej zmarła w dniu jej urodzenia. 29 grudnia 1793 w Wielkanocy Ludwika została żoną Kazimierza Grabowskiego, prawdopodobnie nieślubnego syna króla polskiego Stanisława Augusta Poniatowskiego i jego metresy Elżbiety Grabowskiej. W 1794 urodziła córkę Zuzannę Annę, ochrzczoną 20 września 1794 w Wielkanocy. Córka Ludwiki i Kazimierza zmarła w niemowlęctwie i 27 września 1794 została pochowana w Wielkanocy. Ludwika Zuzanna z Kurnatowskich Grabowska zmarła 25 grudnia 1795.